# テトラコルド
テトラコルド（もしくはTetrachord「テトラコード」,古代ギリシア語のτετράχορδον（テトラコルドン）より。「4つの弦」の意）は、音楽理論において、4つの音による音列を指す用語である。
古代ギリシアの音楽理論では、完全四度の音程を3つの音程で区切ることで得られるテトラコルドが音組織の基礎であり、音程の構成から、ディアトノン、クローマティコン、エンハルモニオンの3つの種類が有った。ディアトノンのテトラコルドは、上の2つの全音とその下の1つの半音の音程で構成されており、同様にクローマティコンは上の短三度と下の2つの半音、エンハルモニオンは上の長三度と下の半音よりも狭い2つの音程から成っていた。現在の全音階はディアトノンのテトラコルドに由来している。

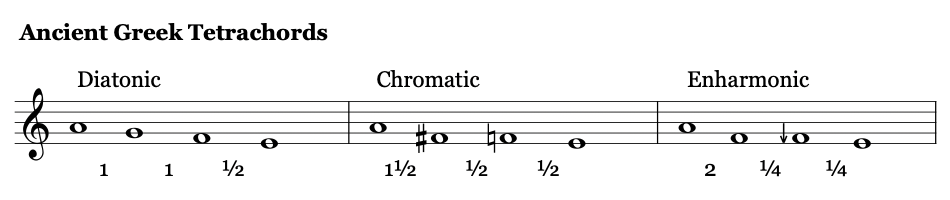
古代ギリシアのテトラコルド

この概念の拡張例として、小泉文夫による日本の旋法の理論がある。この理論においては、完全四度の枠内に挿入される音の数は、通常の2音ではなく1音とされる。例えば、沖縄音階「ドミファソシド」は、擬似テトラコルド「ドミファ」と「ソシド」を積み重ねたものとして理解することができる、などと説明される。